# Sava Dolinka
Sava Dolinka je reka v severozahodni Sloveniji, levi povirni krak Save. Izvira v mokrišču Zelenci v Podkornu, ki se napaja iz potokov Nadiže in Trebiže, teče po dnu Zgornjesavske doline proti vzhodu mimo Kranjske Gore in Mojstrane ter skozi Jesenice. Pri Mostah se zaje v kratko sotesko Kavčke, se obrne proti jugu in nato teče po globoki in ozki dolini do Radovljice, kjer se s Savo Bohinjko združi v Savo.
Levi pritoki so: Krotnjek, Suhelj, Žakelj, Jurežev graben, Jerman, Strmi graben, Belca, Sedučnikov potok, Mlinca, Presušnik, Dobršnik, Jesenica/Svobodni potok, Ukova, Javornik, Bela, Sevnik, Ratibovec in Završnica. 
Desni pritoki pa so: Klemucov graben, Pišnica, Martuljek, Mokra peč, Beli potok, Lešnikov graben, Triglavska Bistrica, Radovna in Rečica.

## Opis reke
Za začetek Save Dolinke na splošno velja mokrišče Zelenci v Podkornu, ki dobiva vodo iz prodnih naplavin v dnu doline, kamor ponikne več krajših in večinoma zgolj občasnih potokov. Najbolj oddaljen je izvir Nadiže v Tamarju, a še daljši je na karavanški strani potok Trebiža, ki teče skozi Rateče in ob večjih deževjih napolni občasno Rateško jezero ter se prav tako podzemno steka skozi morenske in vršajske nanose (ledinsko ime Kamnje) v Zelence. Pri Ratečah je nizko, komaj opazno razvodje (Rateško razvodje) med Savo (Savo Dolinko) in Dravo oziroma njenim pritokom Ziljico na nadmorski višini 854 m. Ob ekstremnih padavinah prihaja celo do bifurkacije, saj Valter Bohinec poroča: »videl sem, kako je silnemu neurju 29. oktobra 1926 sledila takšna povodenj, da je v naslednjih dneh tekla voda iz prenapolnjenih Ledin »Na Danjah« proti zahodu in se tam družila z vodo na Blatih, ki pripadajo porečju Ziljice.«
Sava Dolinka je sprva majhen potok in teče sem in tja po prodnatem dolinskem dnu, kakor jo odrivajo hudourniški vršaji z julijske ali karavanške strani, mimo Podkorna in Kranjske Gore. Prvi večji pritok je Pišnica nekoliko niže od Kranjske Gore, nato pa teče po prodnih naplavinah med belimi prodišči v povsem naravni strugi skozi Gozd Martuljek in mimo Mojstrane proti jugovzhodu. Njen pretok se zaradi številnih krajših pritokov počasi povečuje, po njih ob večjih pretokih pritekajo vanjo tudi velike količine proda, ki ga deloma prestrezajo in izkoriščajo za nizko pregrado pri Hrušici.
Skozi Jesenice teče Sava Dolinka po bolj ali manj regulirani strugi, pod mestom pa se izliva v akumulacijsko jezero hidroelektrarne Moste (Moščansko jezero), ki je nastalo za 60 m visokim betonskim jezom v kratki soteski Kavčke (tudi Kavčičje). Pred nastankom jezera se je že pod Jesenicami začela reka vse globlje vrezovati v dolinsko dno, tako da je ta del doline zelo drugačen od Zgornjesavske doline nad Jesenicami. Pod jezom se Sava Dolinka obrne proti jugu in je v prodnate naplavine, ki so mestoma že sprijete v konglomerat, vrezala več deset metrov globoko dolino Brje (tudi Breje) z značilnimi prepadnimi pobočji, velikimi odlomljenimi skalami v dnu ter številnimi drobnimi izviri, ki prihajajo na dan na stiku med oligocensko morsko sivico v podlagi ter rečnimi in ledeniškimi nanosi. Dolina je skoraj povsem nedotaknjena, skoznjo ne pelje nobena cesta, z naravovarstvenega vidika je pomembna tudi zaradi mokriščnih habitatov ob izvirih, kjer se iz vode izloča lehnjak. Dolina se nekoliko razširi šele malo nad mostom na cesti Lesce–Bled in od tu naprej reka vijuga sem in tja po razmeroma ozki poplavni ravnici, večinoma poraščeni z obvodno vegetacijo in mestoma travniki, le pod Lescami je na levem bregu Save Dolinke obsežen avtokamp Šobec z manjšim umetnim jezerom. Nad ravnico ob reki se na obeh straneh dvigujejo do 50 m visoka in strma pobočja, na njihovem robu pa stoji v slikoviti legi skoraj tik nad sotočjem s Savo Bohinjko mesto Radovljica.

## Hidronim in etimologija
Podobno kot za Savo Bohinjko se je tudi za Savo Dolinko povsem uveljavilo to ime, tako v vsakdanji rabi kot v strokovni literaturi. Takšna oblika vodnega imena je na Slovenskem razmeroma redka, saj so dvobesedna vodna imena običajno sestavljena iz levega prilastka in imena reke (prim. Poljanska Sora). V preteklosti se je kot sopomenka uporabljalo tudi ime Dolinska Sava, v starejši literaturi tudi Podkorenska Sava (na starih avstrijskih kartah Wurzthaller Sau in Wurzner Sau).

## Hidrogeografija
Sava Dolinka ima alpski dežno-snežni režim z izrazitim prvim viškom jeseni (november–oktober) in neizrazitim drugim viškom spomladi (maj–junij). Jesenski višek je posledica obilnih jesenskih padavin, saj v tistem času pogosto dežuje tudi še v višjih legah, spomladanski višek pa je deloma tudi posledica taljenja snega. Najmanjši pretoki so praviloma pozimi (februar–marec), kar je posledica snežne retinence, medtem ko je poletni nižek v mesecu avgustu precej manj izrazit. Zaradi drugačnega površja in obsežnejših gozdov v karavanškem delu porečja ima v primerjavi z drugimi našimi alpskimi rekami nekoliko manjši specifični odtok (33,7 l/s/km2) in tudi manjši odtočni količnik kot Sava Bohinjka (47,4 %).
Sava Dolinka ni tako silovit hudournik kot druge naše reke, saj ima v zgornjem in srednjem toku razmeroma majhen strmec, izraziti hudourniki pa so njeni kratki pritoki, ki z obeh strani zasipavajo dolinsko dno s prodno-peščenimi vršaji. Najnižji deli dolinskega dna od Zelencev do Hrušice so sicer občasno poplavljeni v manjšem obsegu, vendar poplave ne naredijo veliko škode, ker so naselja in komunikacije odmaknjene od njene struge. Na vodomerni postaji Jesenice so zabeležili doslej največji pretok 173 m3/s ob hudih poplavah 31. oktobra 1926, ko je reka naredila tudi precej škode, v zadnjih letih pa je imela največji pretok ob poplavi 5. novembra 2012 (150 m3/s), ko je tudi povzročila nekaj težav. Najmanjše pretoke beležijo v zimskih mesecih (manj kot 1 m3/s), ko lahko na določenih odsekih nad Mojstrano celo presahne.

## Kakovost vode
V zgornjem toku do Jesenic je Sava Dolinka reka z zelo čisto vodo, tudi njena struga je do južnega vhoda v predor Karavanke skoraj v celoti v naravnem stanju, razen na odseku mimo Kranjske Gore. V tem delu je reka v dobrem kemijskem in ekološkem stanju, v srednjem in spodnjem toku pa je zaradi človekovih posegov v nekoliko slabšem ekološkem stanju. K čistejši reki je veliko prispevala izgradnja kanalizacijskega sistema in čistilne naprave Tabre v občini Kranjska Gora (zgrajena 2003).
V preteklosti je bila Sava Dolinka pod Jesenicami močno onesnažena; daleč največji onesnaževalec je bila železarna, ki naj bi prispevala do 80 % vseh škodljivih snovi. Že v 30. letih 20. st. je bila reka tako onesnažena, da ni bila primerna za kopanje, vrhunec pa je onesnaženost dosegla med letoma 1961 in 1970. V letu 1969 je železarna v reko izpustila 58,3 mil. m3 odpadnih voda in jo obremenila za 157.300 PE, najbolj s fenoli, sulfati, zeleno galico, težkimi kovinami (predvsem manganom in kromom) ter kislinami. S temeljito spremembo tehnologije (uvajanje zaprtega kroga tehnološke vode idr. izboljšave) se je stanje do konca 1970-ih bistveno izboljšalo (1979 je železarna prispevala samo še 33.044 PE), vendar sta ostala dva velika okoljska problema: deponija odpadnega materiala iz železarne (žlindra idr.) tik ob levem bregu Save Dolinke ter velike količine odpadkov v Moščanskem jezeru. Deponije so v naslednjih letih v določeni meri sanirali in s tem zmanjšali iztekanje odpadnih vod v reko. Pomemben prispevek k čistejši reki je bila tudi izgradnja centralne čistilne naprave Jesenice ob izlivu potoka Javornik v Savo Dolinko.
Nerešen okoljski problem ostajajo naplavine v Moščanskem jezeru za pregrado HE Moste, ki so jo zgradili leta 1952. Akumulacijsko jezero ima bruto prostornino ok. 8 mil. m3, vendar naplavine (naravne in umetne) zapolnjujejo že četrtino prostornine. Na dnu jezera naj bi bilo okoli 2 mil. m3 nevarnih in tudi strupenih snovi, predvsem fenolov, bitumenskih smol, žlindre in težkih kovin (krom, nikelj, svinec, kadmij), čeprav je voda v jezeru po podatkih monitoringa ARSO v razmeroma dobrem ekološkem in le nekoliko slabšem kemijskem stanju. Po izgradnji HE Moste so problem kopičenja naplavin v jezeru reševali z občasnimi izpusti naplavin iz dna akumulacije (1952, 1959, 1964 in 1979), vendar so s tem vsakič povzročili ekološko katastrofo po Savi dolvodno in pomor skoraj vsega življa. Tudi zaradi pritiska javnosti po letu 1979 takšnih izpustov ni bilo več in tudi zdaj upravljavec hidroelektrarne nima dovoljenja za talno izpuščanje naplavin. Celovita sanacija nakopičenih okoljskih problemov (naplavine v akumulacijskem jezeru, deponije železarniških odpadkov, erozija v strugi reke pod pregrado idr.) je sestavni del projekta popolne prenove HE Moste.

## Ljudje in reka
Za razliko od Save Bohinjke Sava Dolinka nima posebnega turističnega pomena, čeprav teče skozi turistično razvito pokrajino. Razlog je predvsem v njenih hidrogeografskih značilnostih, saj ni posebej primerna za vodne športe; turistično zanimiv je samo njen izvir Zelenci. Skupaj s pritoki pa je pomemben vir pitne vode, tehnološke vode (za železarno Acroni in separacijo Hrušica) in vode za umetno zasneževanje (smučišča v Kranjski Gori). Za izkoriščanje vodne energije so bili v preteklosti ustreznejši pritoki, Sava Dolinka ni bila najbolj primerna za pogon žag in mlinov zaradi hudourniškega značaja in preširoke struge in so jih morali postaviti ob kratkih mlinščicah. Vodo Save Dolinke so za pogon uporabljale samo nekdanje fužine na Savi (predhodnica današnje železarne Acroni), nekdanje fužine v Mojstrani je poganjala Triglavska Bistrica, oziroma ob njej speljana mlinščica.
S terenskim preučevanjem in povpraševanjem pri domačinih je bilo ugotovljeno, da je v preteklosti na Savi Dolinki in pritokih delovalo najmanj 35 mlinov in žag, ki so večinoma prenehale delovati v letih po koncu druge svetovne vojne. Po navedbah na starih zemljevidih naj bi bilo takšnih lokacij okoli 70, vendar je od nekdanjih žag in mlinov ostalo zelo malo (deloma ohranjeni in zavarovani kot kulturna dediščina so samo mlin na stari Savi na Jesenicah ter žaga in mlin na potoku Krotnjek v Podkornu).
Danes delujeta na Savi Dolinki dve hidroelektrarni in sicer HE Moste z instalirano močno 21 MW ter najvišjo pregrado v Sloveniji (visoka 60 m) ter mala hidroelektrarna Sava na Jesenicah z instalirano močjo 2,9 MW. Na Hrušici so hkrati s HE Moste zgradili jez za zadrževanje proda, s katerim so poskušali upočasniti zasipanje akumulacijskega jezera. S tem namenom izza jezu tudi odvzemajo prod in pesek za separacijo in betonarno Hrušica.

## Varstvo narave
Območje izvira Zelenci je strogo zavarovano kot naravni rezervat, ozka dolina ob spodnjem toku je vključena v območje Natura 2000 Brje-Zasip, enako tudi Zelenci. V dolini ob spodnjem toku so posebej pomembna nizka karbonatna barja s posebnim rastlinskim in živalskim svetom, mdr. ogroženi vrsti Loeselova grezovka (Liparis loeselii) in navadna rezika (Cladium mariscus), ter številni majhni izviri, ki nastanejo na meji med oligocensko morsko sivico v podlagi in plastmi apnenčastega konglomerata, iz katerih se izloča lehnjak. Tamkajšnji habitati so tudi zelo pomembna bivališča ranljivih in ogroženih vrst ptic, dvoživk, plazilcev in metuljev. Varovanje teh pomembnih habitatov je že vrsto let jabolko spora med zagovorniki njihovega ohranjanja ter projekta prenove oziroma nadgradnje Hidroelektrarna Moste.
Za živi svet v vodi in ob njej so tudi v ostalem delu toka pomembni pasovi obvodnega grmovja in drevja, gozdne združbe na mladih rečnih nanosih (mdr. združba rdečega bora in sive jelše) ter rastišča pionirskih rastlin na apnenčastih prodiščih.
Sava Dolinka je v celotnem toku salmonidna reka, v kateri med drugim živijo potočna postrv (Salmo trutta), klen (Leuciscus cephalus cephalus) in lipan (Thymallus thymallus) ter iz Severne Amerike prineseni šarenka (Oncorhynchus mykiss) in potočna zlatovčica (Salvelinus fontinalis). Ob spodnjem toku pod pregrado HE Moste živijo tudi sulec (Hucho hucho), kapelj (Cottus gobio) in ena vrsta piškurja.
Za ribji živelj v celotnem toku reke in njenih pritokih skrbi Ribiška družina Jesenice.